# Branimir Poljac
Branimir Poljac (* 17. května 1984 Oslo, Norsko) je bývalý norský fotbalový útočník. Jeho posledním působištěm před koncem kariéry byl turecký klub Konyaspor. Jeho rodiče pocházejí z Chorvatska.

## Kariéra
V juniorských letech hrál například za týmy Klemetsrud IL, KFUM Oslo nebo Stabaek Fotball, kde také začal svou profesionální kariéru. Zde působil až do roku 2008 s výjimkou krátkého hostování v IK Start, kde však nastoupil k jedinému zápasu. V daném roce přestoupil do Moss FK a o rok později poté do Konyasporu. Zde dokázal ve čtyřiceti zápasech vstřelit 11 branek. Patřil také k mládežnickým reprezentačním výběrům Norska.

## Dopravní nehoda
2. dubna 2010 byl vážně zraněn při dopravní nehodě. V zatáčce neuřídil svůj automobil a vyletěl ze silnice, kde jeho vůz skončil na střeše. Podle médií utrpěl mnohačetná poranění krku, která ho mohou doživotně zdravotně poznamenat.
Jeho nehoda šokovala celé Turecko, jelikož byl mezi fanoušky oblíbený pro své gentlemanství a především pro jeho fotbalový talent a potenciál. Na jeho počest byla také zřízena internetová stránka, kde mu lidé zanechávají své vzkazy.
V současné době se nachází v Norsku v nemocnici Sunnaas a snaží dostat zpět do normálního života. V jednom rozhovoru, který poskytl, uvedl, že brzy bude 100% zdravý tak, jak byl před nehodou.